# جنون سرعت (بازی ویدئویی ۱۹۹۴)
جنون سرعت (انگلیسی: The Need for Speed) یک بازی ویدئویی در سبک مسابقه‌ای است که توسط الکترونیک آرتس و در سال ۱۹۹۴ و در پلت‌فرم‌های ۳دی‌او، مایکروسافت ویندوز، داس، پلی‌استیشن و سگا ساترن منتشر شده‌است. این بازی نخستین قسمت از مجموعه بازی‌های جنون سرعت به‌شمار می‌رود.